# ريتشارد براندت
ريتشارد براندت (بالإنجليزية: Richard Brandt)‏ هو فيلسوف أمريكي، ولد في 1910 في ويلمنغتون في الولايات المتحدة، وتوفي في 10 سبتمبر 1997 في آن آربر في الولايات المتحدة.

## وصلات خارجية
- ريتشارد براندت على موقع الموسوعة البريطانية (الإنجليزية)